# Umbrías (kommunhuvudort)
Umbrías är en kommunhuvudort i Spanien.   Den ligger i provinsen Provincia de Ávila och regionen Kastilien och Leon, i den centrala delen av landet, 160 km väster om huvudstaden Madrid. Umbrías ligger 1 088 meter över havet och antalet invånare är 149.
Terrängen runt Umbrías är kuperad åt nordost, men åt sydväst är den bergig. Runt Umbrías är det mycket glesbefolkat, med 4 invånare per kvadratkilometer. Närmaste större samhälle är Béjar, 17,4 km nordväst om Umbrías. 